# ياسمين موسى
ياسمين موسى دبلوماسية مصرية ومستشارة وزارة الخارجية المصرية للشؤون القانونية، وإحدى أعضاء مكتب وزير الخارجية. تولَّت مرافعة أمام محكمة العدل الدولية بشأن الانتهاكات الإسرائيلية المستمرة في قطاع غزة.

## تعليمها
ولدت في مصر وترعرعت فيها ودرست في مدارسها كما أنَّها حاصلة على إجازة في الحقوق. وحاصلة على شهادة دكتوراه في القانون الدولي من جامعة كامبريدج البريطانية. وهي عضو بالوفد المصري الموفد إلى المحكمة الدولية في لاهاي بشأن الممارسات الإسرائيلية في قطاع غزة.

## مرافعتها أمام محكمة العدل الدولية
قدَّمت الدكتورة ياسمين موسى مرافعة الوفد المصري في محكمة العدل الدولية في لاهاي حول الأوضاع في غزة والممارسات الإسرائيلية في القطاع. حيث بدأت بوصف الحياة الصعبة التي يعيشها الفلسطينيون، ثمَّ قامت بسرد تفاصيل الانتهاكات الإسرائيلية مدعمة بالأدلة القانونية. ركزت ياسمين موسى في دفاعها أمام الهيئة القضائية في محكمة العدل الدولية في لاهاي، على العقاب الجماعي الذي تقوم به سلطات الاحتلال، إضافة إلى التحريض والعنف والقتل العشوائي الذي يتعرض له سكان قطاع غزة، الأمر الذي أدى إلى مقتل أكثر من 29 ألف من المدنيين، كما نجمت هذه الممارسات عن نزوح ما يزيد عن 1.3 مليون شخص. وأشارت إلى الخطط الإسرائيلية لاقتحام مدينة رفح الحدودية، وما ينتج عن هذا من تشريد للمواطنين المدنيين. كما تطرَّقت خلال مرافعتها إلى سياسة بناء المستوطنات ضمن الأراضي الفلسطينية.